# Aleksandra Anđić Vilpik
Aleksandra Anđić Vilpik (Banja Luka, 3. septembar 1973) je srpska fizičarka iz Republike Srpske, Bosna i Hercegovina. Članica je nekoliko naučnih udruženja u Evropi i SAD. Tokom dosadašnje karijere objavila je više od 30 naučnih i stručnih radova. 

## Biografija
Aleksandra Anđić rođena je 3, septembra 1973. godine u Banja Luci gde je završila osnovno i srednjoškolsko obrazovanje. Na Prirodno-matematičkom fakultetu (PMF) u Banja Luci, na odseku za Fiziku, diplomirala je 2001. godine. Četiri godine kasnije na PMF u Getinhenu u Nemačkoj, Aleksandra je odbranila doktorsku tezu na temu Analiza kratkoperiodičnih talasa u sunčevoj hromosferi. Narednih par godina radila je kao istraživač na Univerzitetu Kvins u Belfastu. Naredne godine, rad nastavlja u opservatoriji Veliki medved u Kaliforniji a nakon toga na Državnom univerzitetu u Novom Meksiku. Aleksandra je članica nekoliko udruženja i organizacija, među kojima su  Američko udruženje za unapređivanje nauke, Društvo astronoma Amerike, Kraljevsko astronomsko društvo (Velika Britanija), Institut za fiziku (Velika Britanija), Unija brižnih naučnika (Union of Concerned Sciencists). Takođe je i koordinator Međunarodne heliofizičke godine (International Heliophysical Year) za BiH, pri Međunarodnoj astronomskoj uniji.

## Važniji radovi
Neki od radova čiji je Aleksandra autor ili koautor su: 
- The Energy of High -Frequerlcy Waves in the Low Solar Chromosphere, Solar Physics 242/1-2 (2007) 9-20;
- Propagation of High Frequerlcy Waves in the Quiet Solar Atmosphere, Serbian Astronomical Journal 177 (Belgrade 2008) 87- 99;
- Oscillatory Behavior in the Quiet Sun Observed \vith the New Solar Telescope (koauorka), The Astrophysical 717- 2 (2010) L79-L82;
- Umbral Dots Observed in Photometric Images Taken with 1.6 t Solar Telescope. Serblan Astronomical Journal 183 (Belgrade 2011) 87- 94;
- Remote Oscillatory Responses 10 a Solar Flare (koautorka), The Astrophysical 772

## Literatura
- Enciklopedija Republike Srpske. Akademija nauke i umjetnosti Republike Srpske. стр. 99. ISBN 978-99938-21-92-2.